# マックス・アンガー
マックス・アンガー（Max Unger 1986年4月14日- ）はハワイ島カイルア・コナ出身の元アメリカンフットボール選手。NFLのシアトル・シーホークス、ニューオーリンズ・セインツに所属していた。ポジションはセンター。

## 経歴

### プロ入り前
高校時代の2002年、州のセカンドチームに選ばれた。
オレゴン大学に進学した彼は、1年次の2005年よりQBのブラインドサイドとなる左タックルで12試合に先発出場し、フレッシュマンのオールアメリカンファーストチームに選ばれた。前年にパシフィック・テン・カンファレンスワーストとなる41被サックを喫したチームは、同年カンファレンス3位の20サックしか相手ディフェンスに許さなかった。のファーストチームに2回、セカンドチームに1回選ばれた。2年次の2006年には全13試合で先発出場し、カンファレンスのセカンドチームに選ばれた。3年次の2007年には左タックルからセンターにコンバートされて、13試合で先発出場し、カンファレンスのファーストチームに選ばれるとともに、スポーツ・イラストレイテッドからオールアメリカンファーストチームに選ばれた。4年次の2008年にもセンターで11試合に先発するなど、全13試合に先発し、カンファレンスのファーストチームに選ばれるとともに、プロフットボール・ウィークリー、スポーツ・イラストレイテッド、Rivals.com からオールアメリカンに選ばれた。

### シアトル・シーホークス

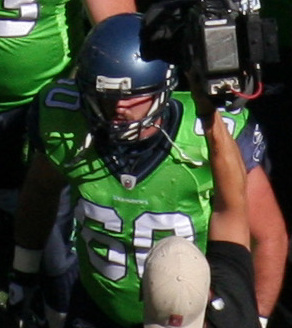
2009年のアンガー

2009年のNFLドラフトを前にその年のガード中ナンバーワンのプロスペクトと期待された。彼は1972年のドラフトでは、オレゴン大学の選手として、トム・ドラウガスが指名されて以来の高い指名順位となるドラフト2巡全体49位でシアトル・シーホークスに指名された。
7月29日、4年300万ドル以上の契約を結んだ。プレシーズン終了後、ジム・モーラヘッドコーチは、マンスフィールド・ロットに代わって彼を右ガードとして先発で起用することを明言した。
彼は1992年のレイ・ロバーツ以来となる全16試合に先発出場した新人選手となった。開幕から13試合でガード、残り3試合でセンターを務めた。
2010年9月12日のサンフランシスコ・フォーティナイナーズ戦で右ガードとして先発したが、その試合でシーズン絶望となる重傷を負い、9月14日に故障者リスト入りした。
2011年、15試合で先発出場した。この年、マーショーン・リンチがシーホークスの選手としては、2005年以来となる1,000ヤードラッシャーとなった。
2012年、NFLのセンターのトップ5に入る、4年間最大2400万ドルで契約延長を果たした。この年AP通信よりオールプロファーストチームに選ばれた。またプロボウルの先発選手となっている。

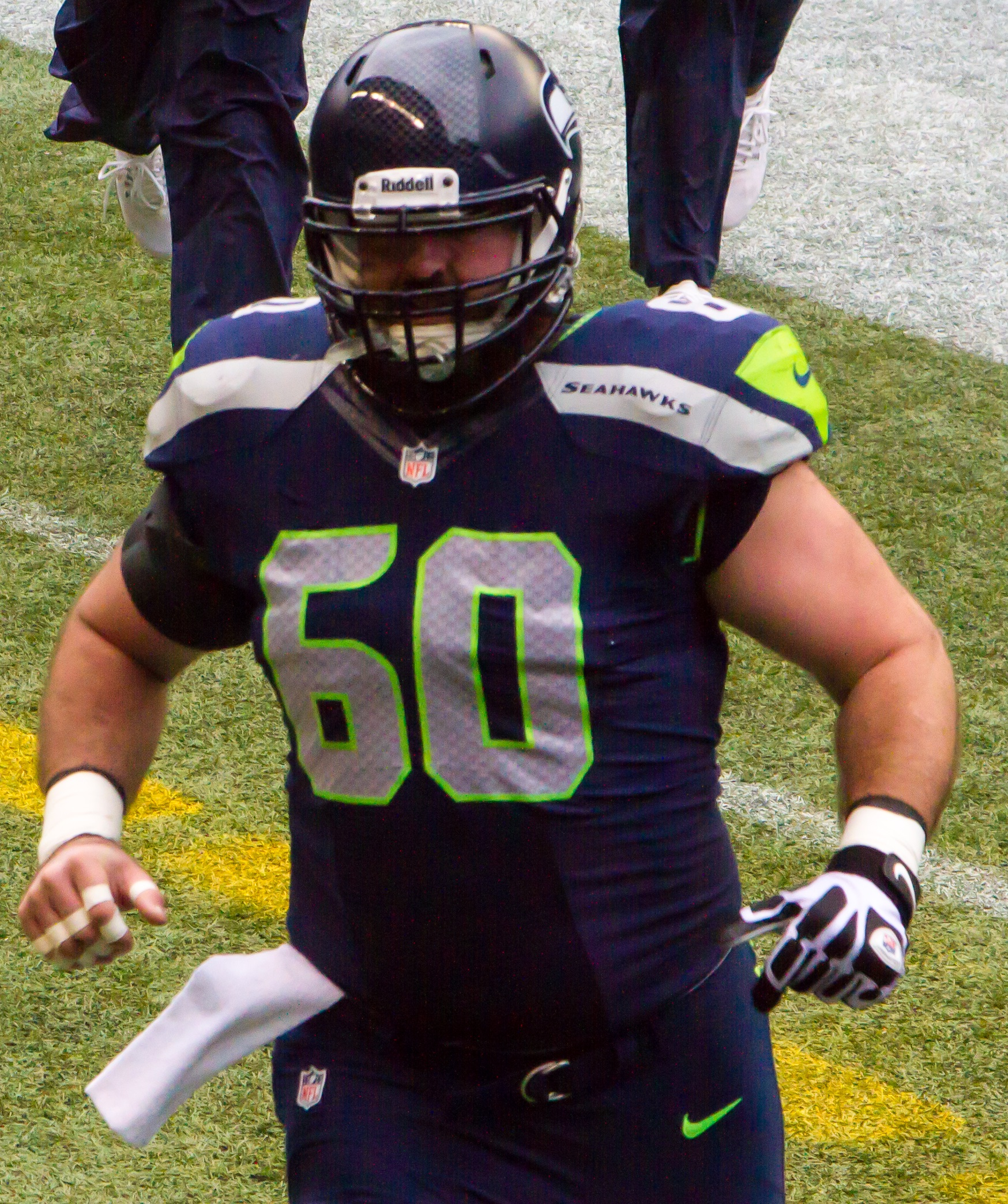
2013年のアンガー

2013年、シーホークスは第48回スーパーボウルに進出した。このシーズン彼は、第8週よりゲン担ぎでヒゲを剃らずに伸ばした。

### ニューオーリンズ・セインツ
2015年3月10日、その年のドラフト1巡指名権とともに、ジミー・グラハムとのトレードで、ニューオーリンズ・セインツに移籍した。
セインツでは2018年にプロボウルに選出された。
2019年3月16日に現役引退を表明した。